# جیمیا بی، نیو ساوت ولز
جیمیا بی (به انگلیسی: Gymea Bay) یک حومه شهر در استرالیا است که در نیو ساوت ولز واقع شده‌است.